# 蚊 (ゲーム)
『蚊』（か）は、ソニー・コンピュータエンタテインメントより発売されたPlayStation 2用のアクションゲームのシリーズ。
第1作『蚊』は、日本で最も短いゲームタイトル（1文字）であり、2007年の「ファミ通」でもこのことが取り上げられた。

## ゲーム概要
プレイヤーが蚊となって人間の血を吸うゲーム。第二作まで出ている。山田家という一見平凡だが超人的な家族の血を吸っていく。ゲームの流れは、「ステージ選択」→「ステージ説明」→「山田家の会話」→「吸血開始・終了」となっている。
主人公は蚊であるため、フィールドを自由に飛行することが出来る。山田家の人々（以下、人間で表記）に近づくことで吸血ポイントを見つけることが出来、そこへダッシュすることで吸血を行う。吸血はいつでもやめることが可能で、吸血し続けていると人間に叩き潰されることがありゲームオーバーになる。蚊にはライフが設定されており、叩き潰し以外の攻撃やフィールド内にあるダメージを受ける箇所（霧・殺虫灯・殺虫剤をまいた床や壁）に接触しても減り、なくなると死んでしまい、ゲームオーバーになる。
蚊がいることを人間に気づかれると、バトルモードになり吸血することが出来なくなる。バトルモードでは、人間のリラックスポイントをダッシュで押していくことで、バトルモードを解除することが出来る。
ステージ内にある物（スイッチなど）によっては、一定の箇所で待機するとイベントが発生したり、ダッシュで押したりすることで人間にリアクションを与えることが出来る。
決められた量の血を吸ってステージをクリアしていくことによってストーリーが進行する。ステージ内にはEXタンクがどこかに配置されており、獲得することで規定量の血を吸った後に追加で血を吸うことが可能となる。追加分の血も吸いきることで隠し要素が解放される。

## 蚊

### ストーリー
ある年の夏、山田家に1匹の蚊が住み着いた。小さな蚊が寒い冬を乗り切るためには、夏のうちに大量の血を吸っておかなければならない。山田家の人々は自らの血を守るため、そしてかゆくならないために立ち上がる。

### 登場キャラクター
蚊
主人公でプレイヤーキャラクター。デフォルメされており、現実の蚊とは外見が大きく異なる。
山田 健一（やまだ けんいち）
声：宝亀克寿
身長：147cm / 血液型：B型 / B：97cm W：88cm H：83cm
山田家の大黒柱。横になってテレビを見るのが好きで、家の中では腹巻やステテコなど好きな服しか着ない。趣味は生け花で、この時はジャージを着る。物語の佳境では殺虫剤すら使わず、高威力の気功を放つ「健一ミラクル」「健一・ザ・イリュージョン」といった人智を超えた謎の必殺技を使う。
1年目、主人公の蚊に玉砕され、己の中の戦士の血を完全に覚醒させ、2年目に執念の力で最終奥義「健一・THE・イリュージョン・ファイナル」を身につけたインドラの化身である。
大学時代はプロレス研究会に所属していた。ルチャリブレへの憧れから大学の体操部に入り、そこでエースのカネヨに一目惚れ。単身メキシコへ2か月修行を始める。生け花が趣味。
山田 カネヨ（やまだ かねよ）
声：西宏子
身長：157cm / 血液型：O型? / B：86cm W：71.5cm H：96cm
健一の妻。家族と家族写真をこよなく愛する。若い頃は新体操部のエースを務め、今もなお超人的な運動神経を誇る。それは家族との日常生活の中でも発揮されており、夕食のコロッケを作るだけで無駄にアクロバティックな動きを披露する。娘の麗奈には「やめてね」と言われているが懲りない。必殺技は空中で高速回転しながら殺虫剤をばら撒く「カネヨ・ザ・ミラクル」。
山田 麗奈（やまだ れな）
声：川上とも子
身長：160cm / 血液型：A型 / B：82cm W：55cm H：80cm
山田家の長女。私立高校の2年生。帰宅部で縁化委員会に所属。空手が趣味。ローキックやサマーソルトキック、ローリングソバットを放つ「麗奈キック」などの蹴り技に加えて、きりもみ回転しながら広範囲に殺虫剤を散布する「ミラクル麗奈」という必殺技を持つ。上記2人の娘なだけに運動神経は抜群。
米国版では服の色が変わっており、ステージ1では日本版では黒の半袖シャツに赤の短パンだが、青色のシャツに肌色の短パンになっている。また彼女の部屋のポスターのデザインおよびバンド名の表記も変わっている。最終ステージ以降は高校の制服姿で登場する。
高嶋 綾香（たかしま あやか）
声：岡村明美
麗奈の友人。天然ボケ気味の眼鏡っ娘。良家のお嬢様であり、生まれて一度も虫に刺されたことがない。麗奈の部屋に遊びに来たところを蚊に狙われる。2年目でも1年目と同じく「麗奈の部屋に来るのは初めて」「虫に刺されたなんて初めて」などと発言するが、その度に麗奈に指摘される。
ナレーション
声：田中敦子
ゲーム導入部の他、ステージの解説やノルマ達成後の締め括りを行う。基本はステージのオチを上手い言葉でまとめるが、時折皮肉や辛辣なコメントを呟くこともある。

### ミニゲーム「暴走バイセコー」
ゲーム起動時、2P側コントローラーのスタートボタンおよびセレクトボタンを押し続けていると、ミニゲーム「暴走バイセコー」をプレイできるという隠し要素が存在する。2P専用対戦ゲームで、自転車に乗った健一を操作して相手に体当たりし、場外に落として勝敗を競う。アクションはダッシュとジャンプが可能。本編には戻れないため、終了するには本体の電源を切るかリセットするかしかない。

## 蚊2 レッツゴーハワイ
シリーズ第2作。パッケージと説明書のモデルは佐藤めぐみ。今作は山田家がホームステイするアメリカ・ハワイのブラウン家が舞台となる。新たな主人公としてアメリカの蚊が登場し、日本の蚊とどちらでプレイするか選択が可能。選んだ蚊によってシナリオが異なる。
基本的なゲームの流れは前作と同様であるが、家族の会話（家族会議）は山田家とブラウン家で別々に任意で見ることが出来る。リラックスポイントは「ツボ」に名称変更されており、一定量吸血することで発見することが可能。発見したツボはツボビューアーに順次登録されていく。ツボを吸血ないしバトルモードで押して刺激することも相手の体調不良を直す目的の一つとなっている。また、スペシャルサッキングスポット（Special Sucking Spot、略称：SSS）と呼ばれる難所もあり、ステージごとのツボを全て発見した後に吸血することが可能となる。 
前作はアメリカでも発売されたが、今作はアメリカでは未発売。

### ストーリー
前作から2年後の物語。カネヨと麗奈が商店街の福引で「ハワイホームステイの旅」を引き当てた。健一は家でのんびり寝ていたが、カネヨと麗奈に叩き起こされ荷造りを開始。蚊は荷物の中に紛れ込み、ハワイに進出するチャンスを得る。
山田家のホームステイ先であるブラウン家の人々は、バカンスを楽しんでもらおうと家中に殺虫剤を撒いて害虫駆除を行っていた。

### 登場キャラクター

#### 蚊
日本の蚊
前作からの主人公。先祖代々、山田家に生息。前作の一件以来、山田家には宿敵のように認識されている。今回は荷物に紛れて山田家のホームステイに同行し、海を越えてハワイへ行くチャンスを得た。エリス曰く、この蚊の吸血の仕方は日本人の傾向のように自信がなさげであるという。
帰国の際、山田家が徹底的に害虫駆除を施したため、往路のように荷物に紛れることができなくなったが、SSSから得た力で日本 - ハワイ間を単独で飛行可能な蚊へと進化。アメリカの蚊と握手を交わした後に日本へと帰って行った。アメリカの蚊編には登場しない。
アメリカの蚊
本作のもう一匹の主人公で、ブラウン家に住み着いていた蚊。一家の徹底的な害虫駆除を生き抜いたタフ。国旗入りのTシャツにサングラスを着用し、マッチョな体つきを持つ。
山田家とブラウン家の血を散々吸い尽くした後、再びブラウン家の害虫駆除を受けてしまうが、またしてもしぶとく生き延びた。日本の蚊編でもエンディングに登場する。

#### 山田家
山田 健一（やまだ けんいち）
声：宝亀克寿
身長：162cm / 血液型：B型 / B：96.5cm W：108cm H：108cm
山田家の世帯主。48歳。会社員で休日も接待ゴルフに出かける真面目な人間。その一方でドルを円と間違えたり、ハワイに行ってからも「仕事に行かなきゃ」と寝ぼけるなど、前作よりも間抜けな一面が強調されている。相変わらずステテコに腹巻というスタイルがお気に入りの様子。最近夜になると小腹が減るようになるといい、それ故にブラウン家にあった期限切れのハムを食べてしまい、腹痛を起こした。日本の蚊編では無理な筋トレで腰を痛めたりなどといった理由で、アメリカの蚊編ではブラウン家の蚊退治に時間を費やしたせいでろくに観光が出来なかった。日本の蚊編ではラスボスとして立ちはだかり、「健一・ザ・タイガー」「健一・ザ・ドラゴン」「健一・ザ・アメリカ」といった前作以上に人智を超えた必殺技で蚊に立ち向かうも敗北。最後は蚊をブラウン家に置き去りにしようと荷物に害虫駆除を施すも、自力で旅客機についてきた蚊に気づき、絶叫した。
山田 カネヨ（やまだ かねよ）
声：西宏子
身長：161cm / 血液型：AB型 / B：91.9cm W：88.9cm H：102.1cm
健一の妻。48歳。家族と家族写真をこよなく愛する。前作で披露した人間離れした運動神経は今作でも健在。日本の蚊編の終盤、雷に打たれて丸焦げになり、髪型もアフロヘアーになった。ナレーション曰く、特に命に別状はないとのこと。その際、体内に雷神を宿し、雷を纏うようになった。決戦時には「カネヨ・ザ・サンダー」という雷撃を放って蚊を迎え撃つ。エンディングでも元に戻ることはなかった。
山田 麗奈（やまだ れな）
声：川上とも子
身長：163.8cm / 血液型：B型 / B：85.2cm W：61.1cm H：86.5cm
山田家の長女。19歳。今年高校を卒業し、短大に入学。サークルに入ったがまともに顔を出していない。この夏にかけて水着を購入した。加齢のためか前作と比べ容姿や声が大人びており、髪型も変わっている。一方、終盤では魔法少女が持っているようなステッキ（先端に蚊取り線香が付いている）を使って周囲に謎の魔法を放つ「マジカル麗奈」というファンシーな必殺技を会得している。さらにスタッフロールの背景では魔法少女風のコスチュームを纏っている。日本の蚊編中盤、湯あたりで体調を崩して寝込み、観光に行けない原因を作ってしまう。ビーチでの出会いを期待していたが、様々な要因が重なってろくにブラウン家から出られず、なんとか買い物だけは行けたが偽物ばかりを掴まされた。カネヨが敗れた後、母の仇を討つべく前述の魔法で蚊と戦うが敗北し、「海に行きたかった」と泣きながら倒れた。

#### ブラウン家
ジョン・ブラウン
声：LOB NARITA
身長：189.5cm / 血液型：A型 / B：140cm W：104.7cm H：113.7cm
ブラウン家の世帯主。47歳。家族とバナナと鍛え上げた自分のマッチョな肉体を愛す。マッチョな見かけによらず、知性も持ち併せてビジネスで成功しているリッチマン。親日家であるが、どこか間違った日本観の持ち主であり、自宅には忍者屋敷の如くどんでん返しで隠した和室を保有している。アメリカの蚊編終盤、決戦に備えて頭を丸める。最終決戦では「アトミック・ジョン」という必殺技や、足元に富士山を隆起させて噴火させる技を放つ。蚊に一家全員が敗北した数日後、再び家全体に害虫駆除を施した。「これがダメなら家を焼き払って、蚊のいない雪国に引っ越そう」とまで考えていたが、結局蚊は彼らの後ろで生き延びていた。
リンダ・ブラウン
声：リーソル・ウィルカーソン
身長：165.1cm / 血液型：B型 / B：87.3cm W：77.7cm H：95cm
ジョンの妻。45歳。普段は上品で小奇麗だが、怒ると極端に攻撃的になるという二面性を持つ。銃刀類の扱いに長けており、日本の蚊編ではサバイバルナイフで調理をするシーンがあり、アメリカの蚊編の最終決戦では殺虫剤を噴射するマシンガンを使用してくる（冒頭の健一の夢に登場した武器だが、ブラウン家に実在した）。必殺技はそのマシンガンをテーブルの上から周囲に乱射する「サイコ・リンダ」。場所がキッチンであるにもかかわらず、ガスマスクを装備して殺虫剤を乱射するという形振り構わない攻勢に出るが、敗北する。
エリス・ブラウン
声：ビアンカ・アレン
身長：167.8cm / 血液型：B型 / B：86.2cm W：59.7cm H：84.4cm
ブラウン家の長女。18歳。趣味はヘヴィ・メタルを聴くことと、何人もいるボーイフレンドとの長電話。アメリカの蚊編中盤、湯あたりで体調を崩し、さらにその時の蚊との攻防のせいでボーイフレンドを1人失った。最終決戦ではジョンが操作するラジコン飛行機と共に登場。前方に投げキッスで幾つものハートを放つ「フェロモンアタック」で蚊と戦うが敗北し、誤って向かってきたラジコン飛行機が激突して倒された。

### ミニゲーム「麗奈2」
ゲーム起動時に2コントローラーのスタートボタンを押し続けていると「麗奈2 ハワイの熱い夜」というミニゲームがプレイできるという隠し要素がある。FPSのような主観視点で麗奈を操作し、部屋一面にいる無数の蚊に殺虫剤を吹きかけ、制限時間で何匹駆除したかを競うスコアアタック。コマンド入力でジャンプも可能。

### その他システム・演出等の変更点
前作の蚊は一度R1ボタンを押して加速をすると常時そのスピードのまま飛び続け(押し続ける事で一定の速度まで加速可能)、更に壁に激突するか後退ボタンを押すまで止まれなかったが、今回はR1ボタンを離すと次第に速度が落ちるようになった。また、壁に激突をしても怯まなくなった。なお、今作の蚊は羽音を立てない。
今回はストレスメーターと吸血時のバランスゲージの概念が存在せず、これにより人間に近付き易くなり離れていても自動でバトルモードに突入する危険性は無くなった上(顔面部分に近付くと突入する事も)、吸血のスピードバランスを調整する必要も無くなった。ただし今回は人間が吸血中に反撃して来るタイミングが早くなっている上、吸血を繰り返していると針を突き刺すタイミングで反撃をして来る事もある。また、今回は人間が振り払いもするようになった。更に、人間が「気」を貯めてから反撃するようにもなり、その後は目から「サーチビーム」を出して自分から蚊を探し出そうとする。この際にビームの範囲内に居るか後方から近付き過ぎると、バトルモードになる。尚、今回の吸血ゲージは注射器のようなデザインになっており、吸血時以外の時も常に画面に表示される。
今回は吸血中に×ボタンでのみ離陸可能な仕様になった。更に△ボタンで針を抜くというアクションも加わっている。更に今回はより強力な「ワイルド刺し」というアクションも加わっている。2本分吸血をすると太るのは前作と同様だが今回は水中に潜れる様になり、そこには「いのちのもと」が置かれている。
クイックターン時に振り返った先へ前進しなくなった。
今回は上記のようにあらゆる所から吸血可能になり、ロックオンコマンドが○ボタンを押すというものに変更された。これにより任意の場所から吸血出来る上(但し衣類の近くで吸血をしようとすると蚊が仰け反ってしまい、吸血出来ない)、蚊が何処を向いていてもツボをロックオン出来、アタックがし易くなった。
□ボタンで人間を「挑発する」というアクションが加わった。人間の近くでこのアクションをすると、任意でバトルモードに突入させる事が可能。
バトルモード中、蚊が人間の至近距離にいる時に人間が攻撃をして来ても、ゲームスピードがスローモーションにならなくなった。又、人間の攻撃を受けるとリプレイが繰り返し再生されるのは前作と同様だが、今回はその最中にポーズを掛けられなくなった。
L2コマンドが「人間を常に映す」という仕様に変更。
前回はクリア条件を満たすと自動でステージクリアとなったが、今回はそれから出口(主に換気口など)に入らなければクリアとならない。
プレイヤーにアドバイスをくれるアイテムが「おいしいもの」から「巻物」に変更。また、一度取っても同じステージに何度も出現する。
今回のカラーチェンジは「カラーコイン」を集める事で行う(前回はバトルモードで各ステージの規定タイムを上回る事で可能だった)。
今回の蚊はライフがゲージ制になり、更に飛ぶ際に青い「体力ゲージ」を消費するようになった(このゲージが無くなると蚊は少しの間移動不可となる。制限は無く、一度0になっても少し待てば回復するため無限に使用可能)。また、ライフの最大値を上げるアイテムも「ハートリング」から「いのちのもと」に変更されている。
前作のアイテム「EXタンク」は削除された。
プレイヤーがやられても復活出来る事があるアイテム「復活メダル」が追加された。銀色のメダルに金色の蚊のシルエットが描かれている。
ステージ開始前の家族会議は上記のように任意で見る事が出来るが、今回は無制限に見る事が可能となった。
バトルモードのタイム制の廃止(上記のカラーチェンジの仕様変更により)
人間から得た血を使い、ステータスアップが可能となった。最大HPを除く格能力を上げる事が出来、配分の仕方は手動、オートの二種類がある。手動は自分の好きなステータスを上げられ、オートは平等にステータスを上げる。また、人間からこれまで得た血の量がキャラクター別に表示されるようになった。一度クリアしたステージでもう一度吸血しても加算される上、ステータスアップも可能。